# Frank Lee Morris
Frank Lee Morris, född 1 september 1926 i New York, saknad sedan 11 juni 1962, var/är en amerikansk bankrånare som rymde från fängelset Alcatraz. Morris rymde tillsammans med bröderna John och Clarence Anglin den 11 juni 1962.
Det är oklart om de flyende lyckades ta sig till friheten, men det finns en chans att de kan ha lyckats och kanske lever än idag. Mest sannolikt är dock att de drunknade i det kalla och strömmande vattnet mellan fängelseön och fastlandet. Enligt dokumentären "Alcatraz search for the truth" klarade  Morris och de två bröderna flykten.
TV-programmet Mythbusters visade att det fanns möjligheter att rymma från Alcatraz med det material som de tre fångarna använde sig av.
I filmen Flykten från Alcatraz spelas Frank Morris av Clint Eastwood.